# Casa Shapouri
La Casa Shapouri o il Padiglione Shapouri e giardino (farsi: خانه شاپوری) è un edificio con giardino persiano dei primi anni del XX secolo nella città di Shiraz in Iran
Esso dispone di 840 metri quadrati di superficie e 4635 metri quadrati di giardino. Questo edificio è anche noto come Anvari ed è stato registrato come un edificio nazionale dell'Iran nel 2000 con il numero di registrazione 2781. Il palazzo Shapouri venne creato da Abolghasem Mohandesi e costruito tra il 1930 e il 1935; il proprietario era Abdolsaheb Shapuori. Questo edificio è unico e molto innovativo. La casa storica di Shapouri appartiene alla prima dinastia Pahlavi in Persia, c. 1925.
All'interno attualmente vi è un ristorante.

## Galleria d'immagini

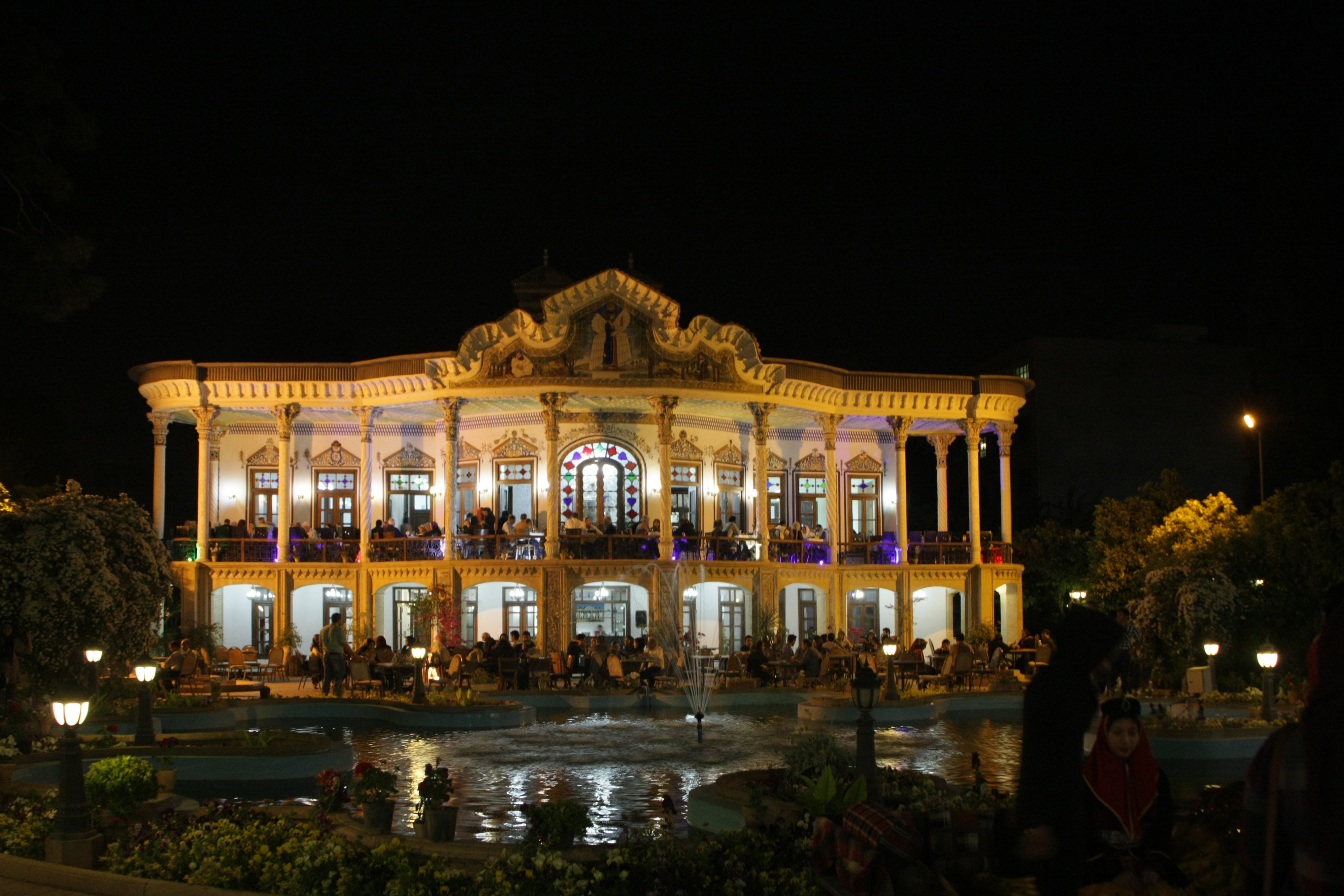
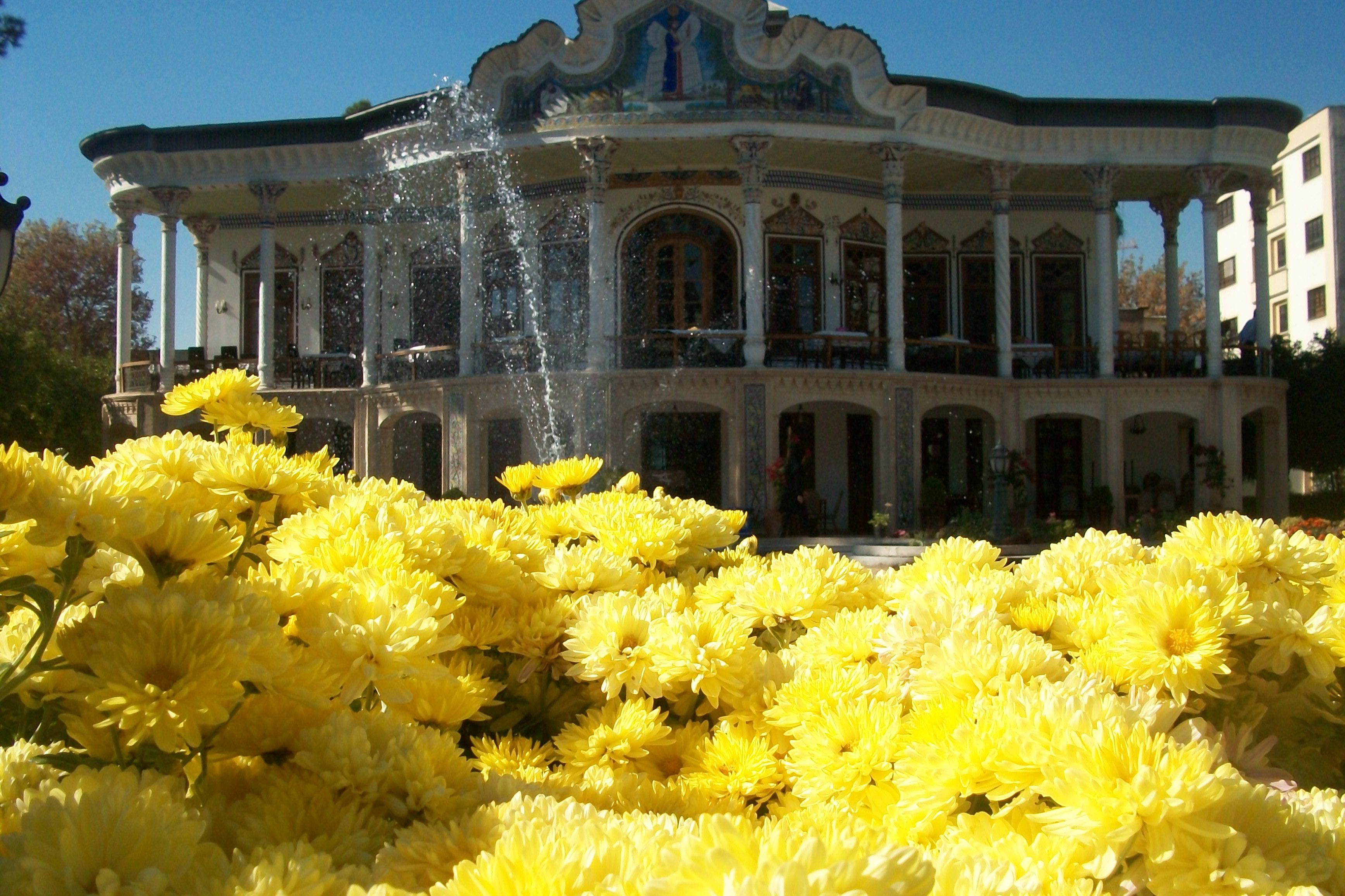